# 2004 PY111
2004 PY111, também escrito como 2004 PY111, é um objeto transnetuniano que está localizado no Cinturão de Kuiper, uma região do Sistema Solar. Este corpo celeste é classificado como um provável cubewano. Ele possui uma magnitude absoluta de 6,6 e tem um diâmetro estimado com 211 km.

## Descoberta
2004 PY111 foi descoberto no dia 12 de agosto de 2004 pelo astrônomo Marc W. Buie.

## Órbita
A órbita de 2004 PY111 tem uma excentricidade de 0,084 e possui um semieixo maior de 44,335 UA. O seu periélio leva o mesmo a uma distância de 40,614 UA em relação ao Sol e seu afélio a 48,056 UA.